# Hroznatín
Hroznatín (en allemand : Hrosnatin) est une commune du district de Třebíč, dans la région de Vysočina, en République tchèque. Sa population s'élevait à 113 habitants en 2020.

## Géographie
Hroznatín se trouve à 9,5 km au nord de Třebíč, à 25,5 km à l'est-sud-est de Jihlava et à 138 km au sud-est de Prague.
La commune est limitée par Bochovice au nord, par Horní Heřmanice, Vlčatín et Rudíkov à l'est, par Přeckov au sud, et par Horní Vilémovice et Benetice à l'ouest.

## Histoire
La première mention écrite de la localité date de 1365.

## Transports
Par la route, Hroznatín se trouve à 13 km de Velké Meziříčí, à 14 km de Třebíč, à 33 km de Jihlava et à 160 km de Prague.